# エイジス (企業)
株式会社エイジスは、 千葉市花見川区にある日本初の棚卸代行会社である。東京証券取引所スタンダード市場に上場。日本を中心にアジア7カ国にて流通小売業界の各種業務を請け負うアウトソーサーとして事業を行っている。2023年3月期連結売上高は約260億円。

## 沿革
- 1978年 - 日本初の実地棚卸代行サービスの提供を目的として、オール・ジャパン・インベントリ・サービス株式会社を設立。アメリカ合衆国で棚卸代行サービスを展開していたマスコリーノ社のジャック・M・ブーンが初代社長に就任し、日本で初めてスーパーマーケットの棚卸を実施した[2]。
- 1982年 - 新宿区下落合1丁目5番10号へ本社を移転
- 1986年 - 国内初のSKU棚卸を提供開始
- 1996年 - 
  - 商号を株式会社エイジスに変更
  - 日本証券業協会に株式を店頭登録(証券コード:4659)
- 2000年 - 千葉市花見川区へ本社を移転
- 2003年 - 韓国に子会社を設立し、海外進出
- 2006年 - 自社開発のオリジナル棚卸機器の本格使用開始
- 2018年 - 創業40周年を迎える
- 2021年 - 海外顧客向けのグローバルサービスサイトを開設
- 2023年 - 株式会社mitorizを子会社化
- 2023年 - グループサービスサイトを開設

## その他
2020年11月19日発売Nintendo Switch向けゲームソフト桃太郎電鉄(桃鉄)に千葉駅で停車すると購入できる物件棚卸し専門店として登場(個社名の記載はないが、千葉市に本社を置く同社がモデルと考えられる)。